# Супермаркет (сериал)
„Супермаркет“ (на английски: Superstore) е американски комедиен сериал излъчващ се от 30 ноември 2015 г. по NBC.
На 11 февруари 2020 г. сериалът получава шести сезон, а няколко дни след това е съобщено, че Америка Ферера няма да участва в него.

## Актьорски състав и герои

### Главни
- Америка Ферера като Амелия „Ейми“ Дубановски, а Хондураско-американска служител в Облак 9, Ейми винаги носи друго име, защото тя не обича непознати хора, да използват истинското и име.
- Бен Фелдман като Джона Симс, Облак 9 продажби. Той и Матео са наети в пилотния епизод.
- Лорън Аш като Дина Фокс, Облак 9 интензивна и не-глупости помощник-директор магазин.
- Колтън Дън като Гарет Макнил, саркастичен и безразличен работник в Облак 9, който е парализиран от кръста надолу.
- Нико Сантос като Фернандо Матео Акуино Лиуанг, филипинец, гей, работещ в Облак 9, който е нает в същия ден като Джона. Във втория сезон Матео научава, че той е без документи, защото баба му купи фалшиви „зелени карти“.
- Никол Блум като Шейн Томпсън, служител в Облак 9. Тя ражда дъщеря наречена Хармоника в края на първи сезон.
- Марк Маккини като Глен Стъргис, мениджър на Облак 9. Глен е благочестив християнин.

## Сюжет
„Супермаркет“ разказва за уникално семейство от служители в огромен магазин, концентрирайки се върху живота на Ейми (Америка Ферера) – най-стария служител в магазина, който балансира всичко случващо се, и Джона (Фелдман) – мечтател, решен да докаже, че работата може да бъде забавна и приятна.
Техни колеги са Гарет (Колтън Дън), амбициозният Матео (Нико Сантос) и сладката тийнейджърка Шейен (Никол Блум). Мениджър и надзорник е привлекателният Глен (Марк МакКинли), а асистент-мениджър е Дина – леко агресивна и действаща по правилата.

## В България
„Супермаркет“ започва излъчване в България на 5 септември 2017 г. по bTV Comedy от 21:30. В дублажа участват Ася Рачева, Александър Воронов и Симеон Владов.